# El Soleràs
El Soleràs és un municipi de la comarca de les Garrigues. L'economia del poble està fortament basada en l'agricultura i la ramaderia.
La festa de la patrona del municipi se celebra el 15 d'Agost. El terme municipal del Soleràs que abasta 12,23 km² s'estén al sector de ponent de la comarca, a l'extrem occidental de la plataforma garriguenca, en un paisatge ondulat replanat pels bancals, on s'alternen els conreus i les terres per al bestiar. Limita amb les poblacions del Cogul (NE), l'Albagés (E), els Torms (SE), Granyena de les Garrigues (NW) i la Granadella (SW).

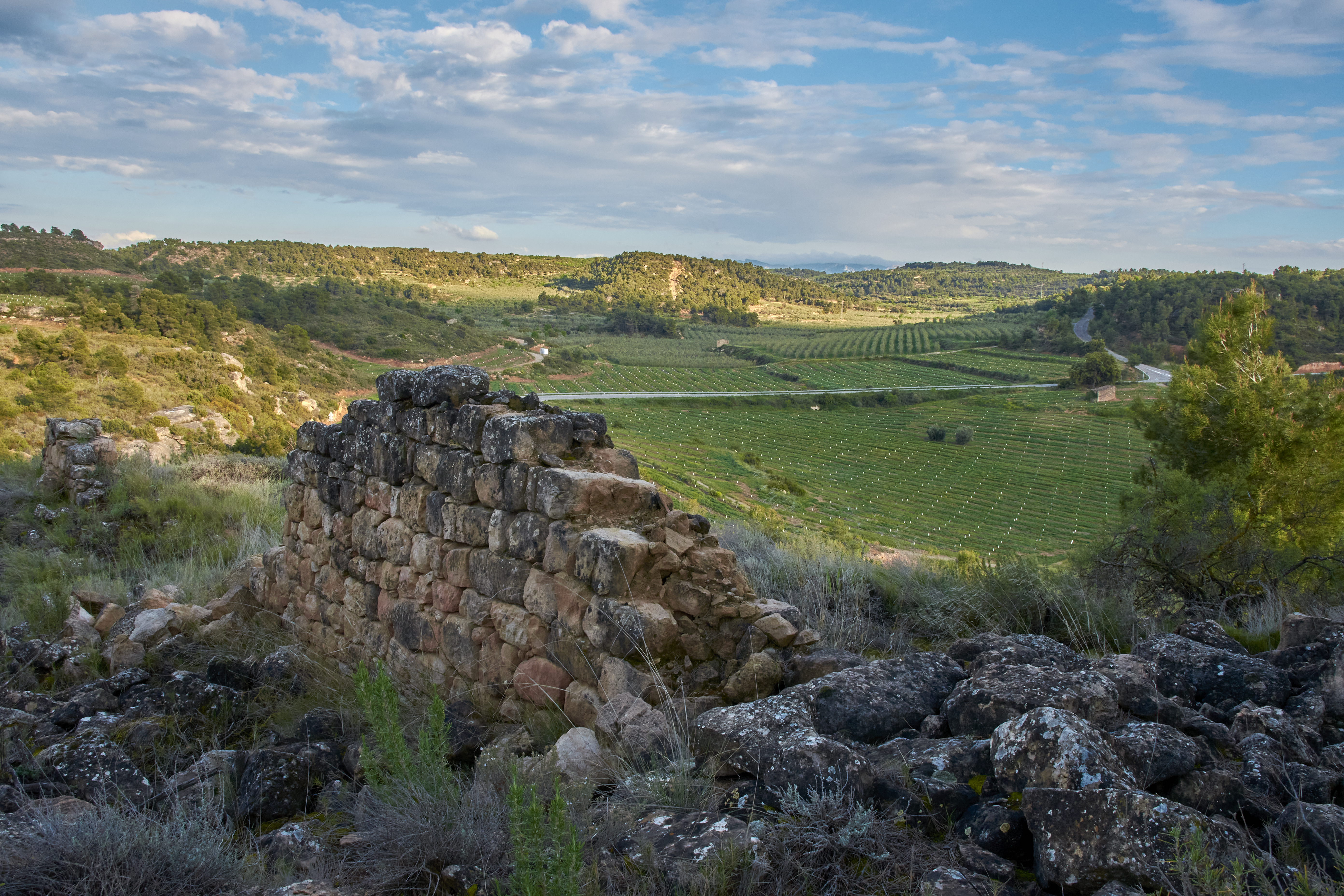
Despoblat de Montbellet

L'únic nucli de població del municipi és a la Vall Major o riera de Juncosa, que neix al terme municipal de Juncosa de les Garrigues i travessa la comarca en sentit SE-NO passant a la dreta del poble del Soleràs fins a la seua desembocadura al pantà d'Utxesa, al terme municipal de Torres de Segre. Cap al nord hi ha el despoblat de Montmellet o de Montbellet, on hi ha restes dels murs d'una derruïda església que la tradició atribueix a un convent del Cister.
Les carreteres que creuen la vila són la C-233 de Flix a Bellpuig, que connecten El Soleràs pel sud amb La Granadella (13 km) i pel nord amb l'Albagés (10 km), i la carretera L-701 de l'Albatàrrec a Juncosa que connecta el poble amb Granyena de les Garrigues (4 km) i Els Torms (5 km). Un dels pobles veïns és El Cogul, conegut per les pintures rupestres de la Cova dels Moros.

## Geografia
- Llista de topònims del Soleràs (Orografia: muntanyes, serres, collades, indrets..; hidrografia: rius, fonts...; edificis: cases, masies, esglésies, etc).

## Demografia
| 1497 f | 1515 f | 1553 f | 1717 | 1787 | 1857 | 1877  | 1887 | 1900 | 1910 |
| ------ | ------ | ------ | ---- | ---- | ---- | ----- | ---- | ---- | ---- |
| -      | 18     | 17     | 57   | 222  | 774  | 1.029 | 868  | 927  | 968  |

| 1920 | 1930 | 1940 | 1950 | 1960 | 1970 | 1981 | 1990 | 1992 | 1994 |
| ---- | ---- | ---- | ---- | ---- | ---- | ---- | ---- | ---- | ---- |
| 932  | 878  | 822  | 778  | 659  | 593  | 540  | 476  | 445  | 445  |

| 1996 | 1998 | 2000 | 2002 | 2004 | 2006 | 2008 | 2010 | 2012 | 2014 |
| ---- | ---- | ---- | ---- | ---- | ---- | ---- | ---- | ---- | ---- |
| 424  | 420  | 418  | 438  | 407  | 382  | 419  | 376  | 368  | 359  |

| 2016 | 2018 | 2020 | 2022 | 2024 | 2026 | 2028 | 2030 | 2032 | 2034 |
| ---- | ---- | ---- | ---- | ---- | ---- | ---- | ---- | ---- | ---- |
| 350  | 328  | 332  | 330  | 310  | -    | -    | -    | -    | -    |

## Història
Les primeres referències històriques escrites les trobem en un document del Llibre Verd de la Ciutat de Lleida, de l'any 1114, on s'anomenen tots els límits del terme, que pertanyia a la ciutat de Lleida.
L'any 1149, el comte de Barcelona, Ramon Berenguer IV, fundador del monestir de Poblet, va conquerir el territori als musulmans. El rei Alfons II El Cast, fill de Ramon Berenguer IV, va encomanar, l'any 1181, al cavaller Ramon de Cervera la repoblació del territori, i El Soleràs, juntament amb els pobles d'Els Torms i Juncosa de les Garrigues, van passar a formar la Baronia de Juncosa.
L'any 1224, l'abat de Poblet va comprar per la quantitat de 1.200 morabetins alfonsins la Baronia de Juncosa al seu posseïdor Ramon de Miravet. L'any 1313, Poblet va acabar de comprar els drets dominicals dels tres pobles a Pere de Cervera, castlà de Castelldans.
A partir d'aquesta època, la història posterior ens vincula durant segles al Reial Monestir de Santa Maria de Poblet, fundat l'any 1150 pel comte Ramon Berenguer IV.
A l'extinció de les senyories, les tres localitats, que havien estat sempre dins l'òrbita de Lleida, formaren part del partit judicial d'aquesta ciutat.
Un document del Prior de Poblet de març de 1809, diu que gent del Soleràs i altres pobles lluiten contra l'invasor francès entre Prades, Poblet i Alforja.
-Durant la guerra civil de 1936-1939, es destrueixen els altars de l'església i cremen les imatges, però acabada la guerra es torna a refer tot per subscripció popular, en uns deu anys i escaig.

Construcció de l’església
El Soleràs sol·licita reiteradament, sense èxit, als bisbes Galindo (1736-1756), Pedregón (1757-1770) y Ferragudo (1771-1783) poder tenir vicari propi i disgregar-se de la seva matriu parroquial, Granyena de les Garrigues.
Veient que el bisbe Torres (1786-1816), en una visita pastoral deixa escrit que “...traten de hacer una nueva Iglesia pues la que hay és sumamente obscura, humeda é indecente”, decideixen imposar-se davant notari un dret de vintè de les seves collites futures per fer una església nova i així es concreta que la farà el Mestre de Cases de Cervera Francesch Orobitg en sis any i que es començarà aquell mateix 1786. Malgrat això, les dates més probables de construcció són entre primers de 1798 i maig de 1804.
Quan a la creació de la nova vicaria del Soleràs, no és fins al 19 de juny de 1804, després que el poble es comprometi a fer una Casa Abadia pel nou rector, que el bisbe Torres accedeix a concedir la disgregació de Granyena de les Garrigues.
El 22 de març de 1805 es fa el primer bateig a la nova parròquia i el 29 de maig de 1808 el bisbe Jerònim Maria de Torres fa la Primera Santa Visita.

## Economia
Degut al tipus de sòl i la pluviometria del lloc on està situat el poble, s'ha dedicat sempre als conreus de secà, sobretot a l'olivera i l'ametller, a més d'uns cultius d'hort a la vall. Tot i així hi ha finques que reguen per goteig amb aigua canalitzada que porten de pous que recullen l'aigua a la Vall Major. Actualment també és important el sector de la ramaderia porcina, bovina i d'aviram.
El poble compta amb una cooperativa agrícola fundada l'any 1919 per solucionar els problemes de competitivitat en el preu que tenien els pagesos al vendre les olives, sempre lligats a interessos de tercers. L'any 1950, la cooperativa va crear les seccions d'ametlles, adobs i insecticides, cereals, pinsos, cultura agrícola i crèdit. Amb aquest ventall de serveis va aconseguir donar una cobertura quasi total al soci. L'any 1994 l'altra cooperativa del poble, que era avícola, va haver de tancar assumint la cooperativa agrícola les seues funcions i serveis. Actualment és la principal empresa del poble i motor econòmic.

## Entitats i costums
Pel que fa a les associacions culturals, cal destacar l'Orfeó Veus del Camp, que es va fundar el 1954.
Per Tots Sants s'acostuma a celebrar al final de la missa el popular Encant, subhasta de menjar, especialment de dolços i de pastissos, que porta la gent del poble per ajudar a les despeses de la parròquia; fins no fa gaires anys també s'hi portaven alguns animals (conills i pollastres). Aquest costum té l'origen en el fet que antigament es recollien diners per a pagar els predicadors que venien convidats.

## Edificacions destacables
Els edificis de major interès del poble són:
- L'església parroquial de L'Assumpta d'estil neoclàssic (1805).
- L'ermita del Sagrat Cor de Maria d'estil neogòtic (1954).
- La Cooperativa del Camp, obra de l'arquitecte Cèsar Martinell d'estil modernista (1920-1921).
- Ruïnes d'un molí d'oli del segle xviii, sense restaurar.
- Gruta de la Mare de Déu de Lorda (1987).